# Чемпіонат світу з хокею з м'ячем серед жінок
Чемпіонат Світу з  хокею з м'ячем серед жінок- регулярний міжнародний турнір, що проводиться  Федерацією міжнародного бенді серед жіночих національних збірних. Перший турнір був проведений в 2004 році в  Фінляндії, першими чемпіонками світу стала збірна Швеції. У перших шести турнірах незмінно перемагала збірна Швеції, а збірна Росії займала друге місце.
 Чемпіонат світу з хокею з м'ячем серед чоловіків проводиться з 1957 року.

## Переможці та призери
| 2004 | Фінляндія, Лаппеенранта | Швеція | 7–0          | Росія  | Фінляндія | 8–1                | Норвегія  |
| 2006 | США, Розвілл            | Швеція | 3–1          | Росія  | Норвегія  | 2–1                | Фінляндія |
| 2007 | Угорщина, Будапешт      | Швеція | 3–2          | Росія  | Норвегія  | 3–3 (2–1) Пенальті | Канада    |
| 2008 | Швеція, Бурленге        | Швеція | 5–2          | Росія  | Фінляндія | 5–3                | Норвегія  |
| 2010 | Норвегія, Драммен       | Швеція | 3–2 Овертайм | Росія  | Норвегія  | 3–2 (1–1)          | Канада    |
| 2012 | Росія, Іркутськ         | Швеція | 5–3 (2–2)    | Росія  | Фінляндія | 4–1 (0–1)          | Канада    |
| 2014 | Фінляндія, Лаппеенранта | Росія  | 3–1 (2–0)    | Швеція | Фінляндія | 3–2 (2–2) Овертайм | Норвегія  |
| 2016 | США, Розвілл            | Швеція | 1–0 (1–0)    | Росія  | Норвегія  | 3–2 (1–2)          | Канада    |
| 2018 | КНР, Харбін             | Швеція | 1–0          | Росія  | Норвегія  | 5–2                | Фінляндія |

## Загальна кількість медалей
За всю історію чемпіонатів світу володарями золотих медалей постійно ставала збірна Швеції, а срібних — збірна Росії. Бронзові медалі по 3 рази здобували збірні Норвегії та Фінляндії.
| № | Країна    | Золото | Срібло | Бронза | Всього |
| 1 | Швеція    | 7      | 1      | 0      | 8      |
| 2 | Росія     | 1      | 7      | 0      | 7      |
| 3 | Фінляндія | 0      | 0      | 4      | 4      |
| 4 | Норвегія  | 0      | 0      | 4      | 4      |